# 江原神社
江原神社（こうげんじんじゃ）は、朝鮮江原道春川郡（現・大韓民国江原特別自治道春川市）にあった神社である。旧社格は国幣小社。
祭神は天照大神・明治天皇・国魂大神・素戔嗚尊であった。素戔嗚尊が加えられているのは、春川の牛頭山（義湘峰 의상봉、別有山 별유산、などを含む）が『日本書紀』8段一書第4で素戔嗚尊が天降ったと記される新羅の曽尸茂梨（そしもり）の比定地の一つであるためである。

## 歴史
1913年（大正2年）、春川邑内の鳳儀山に神祠を建て皇大神宮の遙拝所としたのが嚆矢である。
1915年（大正4年）10月1日、神社寺院規則（大正4年朝鮮総督府令第82号）の施行に伴い、廃祠を避けるため要仙堂里に神社を創立することを出願、1918年（大正7年）3月14日、春川神社の創立が許可された。同年8月17日に地鎮祭を行って神殿等の建築に取りかかり、1919年（大正8年）6月30日に竣工、同年7月7日に鎮座祭を行った。
1936年（昭和11年）8月11日、道供進社（道より神饌幣帛料を供進すべき神社）に指定された。1937年（昭和12年）8月23日、国魂大神と素戔嗚尊の増祀が許可され、1938年（昭和13年）6月16日、道社としての地位を明確にするため社号を江原神社と改称した。1937年には奉賛会が組織され、紀元2600年を期して国幣社に列格されるべく社殿その他の整備が進められ、1941年（昭和16年）10月1日、全羅南道光州府の光州神社とともに国幣小社に列格された。
日本の第二次世界大戦敗戦に伴い、1945年（昭和20年）11月17日に廃止された。
本殿・拝殿・楼門など主要な建物に朝鮮の建築様式が取り入れられていた。江原神社の跡にはホテルが建てられたが、朝鮮風であったことからほとんどの建物は破壊を免れ、旧宮司宅・楼門・石段・石畳などはホテルの一部として使用されている。

## 参考資料
- 青野正明「植民地期朝鮮での｢内鮮一体｣と江原神社」 『近代日本の歴史的位相』（大濱徹也編 1999年（平成11年） ISBN 4-88708-256-8）に所収